# Gertrude Elion
Pour les articles homonymes, voir Elion.
Gertrude Belle Elion, née le 23 janvier 1918 à New York aux États-Unis et morte le 21 février 1999 à Chapel Hill dans l'État de la Caroline du Nord, est une pharmacologue, virologue, immunologue et biochimiste américaine. Elle reçoit le Prix Nobel de physiologie ou médecine en 1988 pour ses découvertes majeures dans l'élaboration de nouveaux traitements concernant notamment la malaria, la leucémie et les transplantations d'organes et le syndrome d'immunodéficience acquise (SIDA). Ses travaux ont révolutionné aussi bien la recherche pharmaceutique que la recherche médicale. Plusieurs de ses médicaments figurent sur la liste modèle de l'OMS des médicaments essentiels. Deux prix ont été créés qui portent son nom pour soutenir de jeunes chercheurs du secteur de la santé : le Gertrude B. Elion Cancer Research Award  et le Gertrude B. Elion Mentored Medical Student Research Award.

## Biographie

### Jeunesse et formation
Gertrude Belle Elion est la fille aînée de Robert Elion (un émigrant d'origine lituanienne, descendant d'une longue lignée de rabbins remontant au VIe siècle de l’ère commune, et chirurgien dentiste diplômé de la New York University College of Dentistry en 1914) et de Bertha Cohen, une émigrée d'origine polonaise qui a fui les persécutions antisémites. En 1924 après la naissance de son frère Herbert, sa famille emménage dans le Bronx. Dès son enfance, elle se passionne pour la science, elle a pour idoles Louis Pasteur et Marie Curie et dévore les livres de vulgarisation scientifique. En 1929, frappé par la Grande Dépression son père fait faillite, il sera endetté pendant le reste de sa vie. L’événement qui va définitivement orienter ses études est le décès de son grand-père des suites d'un cancer de l'estomac, c'est alors Gertrude que se décide à se lancer dans la recherche médicale pour mettre au point un traitement contre le cancer. Mais la situation de la famille va compromettre les études de Gertrude : élève surdouée, elle achève ses études secondaires à l'âge de 15 ans et ne sait comment continuer ses études. Heureusement, les établissements rattachés à l'université de New York sont gratuits, c'est ainsi que Gertrude Elion est admise au Hunter College où elle obtient le Bachelor of Science (licence) en 1937 avec la mention summa cum laude, réussite qui lui permet d'être admise à la fraternité étudiante Phi Beta Kappa. Elle souhaite continuer ses études mais étant une femme, elle doit faire ses preuves, aussi elle enseigne à la Cornell School of Nursing (en) (école de soins infirmiers) pendant un semestre avant d'être acceptée à l'Université de New York où elle est la seule femme admise et obtient un Master of Science (master) en 1941. Mais étant une femme, sa demande de bourse d'études lui a été refusée, et elle n'a donc pas pu entreprendre d'études doctorales (Ph.D). Elle obtiendra plus tard le titre de docteur honoris causa par l'université polytechnique de New York et par l'université George-Washington en 1998,,,,,,,.

### Carrière

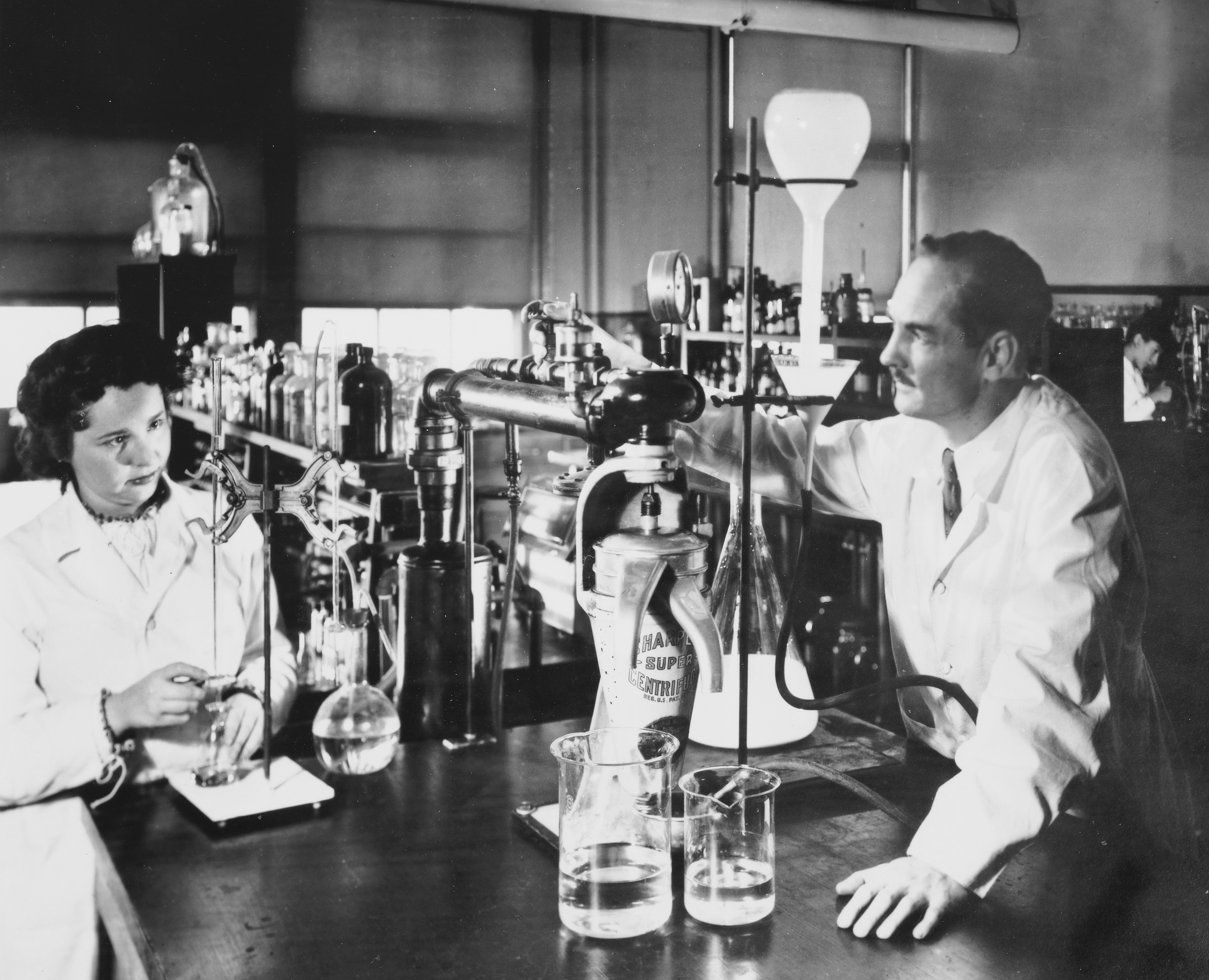
Gertrude Elion et George Hitchings en 1948.

Elle commence sa carrière en travaillant comme assistante de laboratoire pour la Quaker Maid Company, en tant que femme, il lui est difficile de trouver un emploi en tant que chercheuse, alors elle devient professeur de physique-chimie dans des établissements d'enseignement secondaire (high school) de New York. La mobilisation des hommes durant la Seconde Guerre mondiale ouvre de nouvelles opportunités aux femmes qui doivent les remplacer, c'est ainsi que Gertrude peut travailler chez Johnson & Johnson. En 1944, grâce à son père, elle fait la rencontre de George Hitchings qui dirige un laboratoire de recherche à la compagnie pharmaceutique Burroughs-Wellcome (future GlaxoSmithKline), contrairement aux idées reçues sur les femmes, Georges Hitchings avait déjà recruté une assistante Elvira Falco,, l'entretien étant concluant, Gertrude est embauchée comme assistante de recherche. Gertrude va mener aux côtés de Georges Hitchings et d'Elvira Falco des recherches sur l'immunologie, la virologie le métabolisme de l'acide nucléique pendant 20 ans, dans la prolongation des travaux sur l'ADN d'Oswald Avery et de Rosalind Franklin,,,,,.
En 1950, Gertrude et  George Hitchings mettent au point deux nouveaux traitements contre le cancer, la 6-mercaptopurine qui permet des rémissions de la leucémie et la 6-Thioguanine qui améliore les effets de la 6-mercaptopurine. Le nouveau médicament est administré pour la première fois au Memorial Sloan-Kettering Cancer Center de New York et reçoit son autorisation de mise sur le marché par la Food and Drug Administration en 1953,,,.
En 1957, Gertrude et George Hitchings synthétisent l'Azathioprine, dérivée de la 6-mercaptopurine. Si elle n'a contrairement aux attentes aucun effet sur la leucémie, en revanche, des chercheurs de l'Université Tufts découvrent qu'elle est efficace pour empêcher la production d'anticorps lors de transplantations d'organes, et selon le docteur Paul Calabresi de l'Université Brown c'est « premier immunosuppresseur efficace pour des  transplantations de reins et d'autres organes. ». Cette molécule sera également utilisée pour le traitement des arthrites rhumatoïdes,,,.
En 1960, Gertrude synthétise l'Allopurinol, pour traiter les cas d'hyperuricémie liée notamment à des insuffisances rénales ou au traitement des cancers par radiothérapie ou chimiothérapie, avant ce médicament plus de 10 000 personnes décédaient chaque année d'hyperuricémie rien qu'aux États-Unis. En 1963, il montre également son efficacité pour traiter la goutte. En 1973, il montre également son efficacité pour soigner la leishmaniose, maladie répandue en Afrique australe ainsi que la maladie de Chagas, tant et si bien qu'il figure sur la liste modèle de l'OMS des médicaments essentiels. La création de ce médicament fait dire par Thomas Krenitski, professeur de l'Université Cornell que « Trudy Elion a fait plus pour l'humanité que mère Térésa »,,,,.
Lorsque George Hitchings prend sa retraite en 1967, Gertrude quitte Burroughs-Wellcome pour créer son propre laboratoire indépendant à l'université Duke de Durham (Caroline du Nord) où elle dirigera le département de la recherche médicale et pharmaceutique jusqu'à son départ à la retraite en 1983. Quand la Burroughs-Wellcome emménage à la technopole du Research Triangle Park dans la Caroline du Nord, Gertrude établira un partenariat avec son laboratoire de l'université Duke,,.
En 1978, Gertrude et son équipe mettent au point l'Aciclovir après sept années de recherche-développement. Médicament antiviral conçu pour traiter principalement le virus d'Epstein-Barr, et l'encéphalite herpétique, l'herpès génital, il est commercialisé par Burroughs-Wellcome sous le nom de Zovirax. L'Aciclovir figure aussi sur la liste modèle de l'OMS des médicaments essentiels,,,.
En 1983, Gertrude prend sa retraite et devient professeur émérite et conseillère auprès de divers institutions telles que l'Organisation mondiale de la santé (OMS) et l'American Association for Cancer Research (en) de Philadelphie. Par ailleurs, elle est consultante auprès de la Burroughs-Wellcome et va diriger une équipe de chercheurs qui va mettre au point l'Azidothymidine premier médicament antirétroviral utilisé pour le traitement de l'infection par le VIH,,,,.

### Principales contributions thérapeutiques
Gertrude Elion a tout au long de sa carrière développé de nouvelles molécules pour la lutte contre les infections des agents pathogènes dans les cellules hôtes, notamment dans le domaine des antirétroviraux, parmi les 45 brevets à son nom, il faut principalement retenir les médicaments suivants, :
- 6-mercaptopurine (Purinethol), le premier traitement contre la leucémie.
- Azathioprine (Imuran, Imurel), le premier immunosuppresseur utilisé lors de transplantations d'organes.
- Allopurinol (Zyloprim, Zyloric), contre la goutte et l'hyperuricémie.
- Pyrimethamine (Daraprim, Malocide), contre le paludisme (dit aussi « malaria ») et la toxoplasmose.
- Triméthoprime (Septra, Bactrim), contre les méningites, septicémie, et infections bactériennes urinaires et des voies respiratoires.
- Aciclovir (Zovirax), contre l'herpès.

### Vie privée
Gertrude Elion décède le 21 février 1999 des suites d'une hémorragie cérébrale à l'hôpital de Chapel Hill,,.
Après ses funérailles, sa dépouille est incinérée et ses cendres sont remises à des membres de sa famille et à des amis.

## Archives
L'American Chemical Society fait état de 225 articles que Gertrude Elion aurait publié sur ses recherches, plus de deux cents d'entre eux sont consultables sur le site Academictree.org.

## Prix et distinctions (sélection)
- 1968 : récipiendaire de la Médaille Garvan-Olin décernée par l'American Chemical Society[27],
- 1988 : co-lauréate du Prix Nobel de physiologie ou médecine[28],
- 1989 : cérémonie d'admission à l'American Academy of Achievement, dans la catégorie "science et exploration"[29],[30]
- 1990 : élection comme membre de la National Academy of Sciences (NAS) des États-Unis[31],[32],
- 1991 : récipiendaire de la  National Medal of Science qui lui est remise par le président George H. W. Bush[21],[33],
- 1991 : cérémonie d'admission au National Women's Hall of Fame[34],
- 1991 : cérémonie d'admission au National Inventors Hall of Fame pour ses travaux ayant abouti à la création de la 6-mercaptopurine et de médicaments facilitant les transplantations rénales[35],[36],
- 1995 : élection comme membre de la Royal Society de Londres[6],[13],
- 1997 : lauréate du prix Lemelson pour l'ensemble de ses travaux pharmaceutiques[37],
- 1998 : cérémonie d'admission au Women in Technology International Hall of Fame (en) fondé par le Women in Technology International (en)[19],

Gertrude Elion est inscrite sur la liste des femmes qui ont façonné la science américaine, liste établie par l'Académie nationale des sciences (NAS) des États-Unis.

## Hommages
- En 1996, l'American Association for Cancer Research (Association américaine de la recherche sur le cancer), avec le soutien de la GlaxoSmithKline, crée le    d'un montant de 75 000 $ à destination de jeunes chercheurs afin de les encourager à mener des recherches sur l'étiologie, le diagnostic, le traitement ou la prévention du cancer[39],[40].
- En 1999, la Triangle Community Foundation et le Burroughs Wellcome Fund  créent le Gertrude B. Elion Mentored Medical Student Research Award d'un montant de 10 000 $ pour récompenser de jeunes femmes chercheuses dans le domaine de la santé[41],[42],[43],[44]

## Pour approfondir

#### Notices dans des encyclopédies et manuels de références
- (en-US) Sharon Bertsch McGrayne, Nobel Prize Women in Science: Their Lives, Struggles, and Momentous Discoveries, Secaucus, New Jersey, Joseph Henry Press, 1er mars 1993, 419 p. (ISBN 9781559721462, lire en ligne), p. 280-303. ,
- (en-US) Encyclopedia Of World Biography, volume 5, Thomson Gale Research, 2 décembre 1997, 510 p. (ISBN 9780787625450, lire en ligne), p. 252-254,
- (en-US) Anne Commire & Deborah Klezmer (dir.), Women in World History, Volume 5, Waterford (Connecticut), Yorkin Publications / Gale Research, 8 octobre 1999, rééd. août 2001, 837 p. (ISBN 9780787640729, lire en ligne), p. 123-127. ,
- (en-US) Lisa Yount, A to Z of Women in Science and Math, Facts on File, 1er août 2007, 386 p. (ISBN 9780816066957, lire en ligne), p. 81-84. ,
- (en-US) Pamela Proffitt, Notable Women Scientists, Detroit, Michigan, Gale Group, 2 novembre 1999, 668 p. (ISBN 9780787639006, lire en ligne), p. 153-156. ,
- (en-US) Elizabeth H. Oakes (dir.), International Encyclopedia of Women Scientists, Facts on File, 1er janvier 2001, 448 p. (ISBN 9780816043811, lire en ligne), p. 102-103. ,
- (en-US) Sandra Braun, Women Inventors Who Changed the World, New York, Rosen Central, 15 décembre 2011, 123 p. (ISBN 9781448859962, lire en ligne), p. 57-64. ,

#### Articles
- (en-US) Marguerite Holloway, « Profile: Gertrude Belle Elion », Scientific American, vol. 265, no 4,‎ octobre 1991, p. 40-45 (6 pages) (lire en ligne ). ,
- (en-US) Richard Kent & Brian Huber, « Gertrude Belle Elion (1918-99), Pioneer of drug discovery », Nature, no 398,‎ 1er avril 1999 (lire en ligne),
- (en-US) Michael Colvin, « Gertrude Belle Elion (1918-1999) », Science, New Series, vol. 284, no 5419,‎ 28 mai 1999, p. 1480 (1 page) (lire en ligne ),
- (en-US) Yin Kiong Hoh & Hong Kwen Boo, « Prominent Women Biologists », The American Biology Teacher, vol. 65, no 8,‎ octobre 2003, p. 583+585-589 (6 pages) (lire en ligne),
- (en-GB) Mary Ellen Avery, « Gertrude Belle Elion: 23 January 1918-21 February 1999 », Biographical Memoirs of Fellows of the Royal Society, vol. 64,‎ 2008, p. 162-168 (7 pages) (lire en ligne). ,